# Детская улица (Москва)
Де́тская у́лица — улица в Восточном административном округе города Москвы на территории Муниципального округа (района) Богородское. Расположена между Глебовским переулком и Бульваром Маршала Рокоссовского; проходит параллельно Бойцовой улице, Глебовской улице и Открытому шоссе.

Нумерация домов ведётся от Глебовского переулка.

## История
Детская улица названа так 7 июня 1922 года по находившейся здесь в первые послереволюционные годы детской площадке, ставшей прообразом будущих городских пионерских лагерей.
Прежнее название — Майская улица.
Содержащиеся в некоторых источниках утверждения о том, что ранее Детская улица называлась Средней улицей; а в 1925—1951 гг. — улицей Атарбекова, судя по картам Москвы за предвоенный период, относятся к ныне исчезнувшей улице, проходившей параллельно Детской и Глебовской улицами, в квартале между ними.

## Расположение
- Детская улица расположена между Глебовским переулком и Бульваром Маршала Рокоссовского.
Первоначально проходила от 4-й Гражданской улицы до улицы Подбельского (ныне Ивантеевской)[3], её длина составляла ровно 1 км.
- Детская улица проходит параллельно Бойцовой улице, Глебовской улице и Открытому шоссе.

## Примечательные места, здания и сооружения

### Здания
Всего 2 домовладения: № 14 и 19.
До середины 2000-х годов по Детской улице также числился дом № 37 (современный адрес Бойцовая ул., 25а) — Филиал ГУП «Мосгортранс» — Служба пути.

## Транспорт

### Наземный транспорт
Остановки безрельсового колёсного транспорта
От станции метро «Преображенская площадь»:
- Остановка «Магазин» (у домов № 6 и 11 по Бойцовой ул. — 200 м):

Автобус: № 86
От станции метро «Бульвар Рокоссовского»:
- Остановка «Бульвар Маршала Рокоссовского, 12» — на Бойцовой улице рядом с её пересечением с бульваром Маршала Рокоссовского — 180 м.

Автобус: № 86, 265

### Ближайшая станция метро
1. Станция метро «Бульвар Рокоссовского» (пешком — 1 км).
2. Станция метро «Преображенская площадь» (на транспорте).